# یوسیپ پاویچ
یوسیپ پاویچ (انگلیسی: Josip Pavić؛ زادهٔ ۱۵ ژانویهٔ ۱۹۸۲) بازیکن واترپلو اهل کرواسی است.
وی در مسابقات کشوری و بین‌المللی در مجموع برندهٔ ۵ مدال طلا، ۴ مدال نقره، ۵ مدال برنز شده‌است.